# Octavian Naghiu
Octavian Naghiu (n. 15 martie 1933, Rucăr, județul Făgăraș (interbelic) - d. 14 februarie 2015, București) a fost un tenor român.

## Biografie
Octavian Naghiu s-a născut la 15 martie 1933 la Rucăr, în Țara Făgărașului, localitate situată pe malul drept al Oltului, fiu al preotului greco-catolic Nicolae Naghiu și al preotesei Carolina Naghiu. Era al treilea copil al familiei, surorile mai mari fiind Maria și Georgeta-Veturia.
Cursurile școlii primare le-a urmat în satul natal, îndrumat fiind de învățătorii Dan și Lavinia Băluț. Încă de mic a ieșit în evidență excepționalul său talent muzical. În strana bisericii „Sf. Paraschiva”, în care slujea tatăl său, ținea frecvent locul cantorului.
A urmat cursurile gimnaziale la Liceul „Sfântul Vasile cel Mare” din Blaj, „recunoscut pentru severitatea și austeritatea lui”. A avut rezultate excelente la limba română și la matematică și, mai ales, la muzică. Aici a studiat violoncelul și vioara. Până la sfârșitul școlii a fost cantor. La 1 decembrie 1948, prin decretul nr. 358/1948, Biserica Română Unită cu Roma a fost interzisă și, implicit, Liceul „Sfântul Vasile cel Mare” din Blaj a fost închis. Adolescentul Octavian Naghiu, pentru a-și continua studiile, s-a mutat la Liceul „Andrei Șaguna” din Brașov. În acest oraș a studiat, în paralel, pianul și canto. După un an și jumătate s-a mutat la Cluj, fiind sprijinit de o rudă apropiată a tatălui său. La Cluj a studiat canto cu baritonul Iacobi. Actrița Daia Nicoară Andron l-a înscris la școala de muzică. Cu rezultate foarte bune la învățătură, s-a mutat la Școala de Muzică din București. După terminarea liceului, tânărul Octavian ar fi dorit să urmeze Facultatea de Medicină, însă, „din cauza originii nesănătoase” (tatăl său era preot greco-catolic), nu a fost acceptat. A studiat contrabasul, pentru a putea, ulterior, să urmeze Conservatorul.
După absolvirea liceului s-a înscris la Conservatorul din București, unde l-a cunoscut pe tenorul Ion Piso, întâlnire care i-a marcat cariera.
După încheierea studiilor la Conservator s-a angajat Teatrul de Operetă, unde a ocupat postul de prim-contrabasist. Debutul său ca tenor pe scena teatrului de operetă a avut loc alături de tenorul Ion Dacian. Ca urmare a calității interpretării, Octavian Naghiu a fost invitat să participe la un concurs de angajare la Opera din București, pe care l-a câștigat.
La 19 ianuarie 1965 a fost arestat timp de mai multe luni și torturat de Securitate, pentru că deținea o bancnotă de 100 de dolari primită de la o mătușă a sa venită în țară din SUA. În 1967 a emigrat din România și s-a stabilit la Zürich. În 1974 a fost distribuit în Rigoletto la Opera de Stat din Viena.
Octavian Naghiu a încetat din viață pe 14 februarie 2015, în urma unui stop cardiac, și a fost înmormântat pe 17 februarie 2015 la Cimitirul Bellu Catolic.

## Distincții
- 2004 - Diplomă de excelență de la Opera Națională din București (ONB) și Ministerul Culturii și Cultelor, cu prilejul împlinirii a 50 de ani de activitate a instituției în actualul sediu.[3]
- 2014 - Ordinul Meritul Cultural - în grad de Comandor, Categoria B - Muzică „În semn de înaltă recunoaștere și apreciere pentru întreaga sa carieră închinată artei lirice românești și internaționale, impunându-se ca un exponent de prim rang al școlii românești de canto și contribuind, pe această cale, la promovarea României în lume”[3][4]